# Hugo Simon
Hugo Simon (ur. 3 sierpnia 1942 we wsi Křivá Voda, części miejscowości Malá Morava) – austriacki jeździec sportowy. Srebrny medalista olimpijski z Barcelony.
Specjalizował się w skokach przez przeszkody. Brał udział w sześciu igrzyskach olimpijskich na przestrzeni 24 lat (IO 72, IO 76, IO 84, IO 88, IO 92, IO 96). Po srebro sięgnął w drużynie. Wspólnie z nim tworzyli ją Boris Boor, Thomas Frühmann i Jörg Münzner. Startował wówczas na koniu Apricot D. Indywidualnie był brązowym medalistą mistrzostw świata w 1974 i mistrzostw Europy w 1979.